# Susan Schneider
Susan Schneider es una filósofa y académica estadounidense. Es la directora fundadora del Center for the Future Mind de la Florida Atlantic University, donde también ocupa la Cátedra  William F. Dietrich. Schneider también ocupó la Cátedra Baruch S. Blumberg de la NASA / Biblioteca del Congreso en Astrobiología, Exploración e Innovación Científica en la NASA y la Cátedra de Académico Distinguido en la Biblioteca del Congreso.

## Formación
Susan Lynn Schneider se graduó de la Universidad de California en Berkeley en 1993 con una licenciatura (con honores) en Economía. Luego estudió en la Universidad de Rutgers donde trabajó con Jerry Fodor, graduándose con un doctorado en Filosofía en 2003.

## Carrera profesional
Schneider enseñó en el Moravian College como profesora asistente de filosofía de 2003 a 2006. Fue profesora asistente de filosofía en la Universidad de Pensilvania de 2006 a 2012. Se convirtió en profesora asociada de filosofía y ciencias cognitivas en la Universidad de Connecticut en 2012, donde fue la directora fundadora del grupo de IA, Mente y Sociedad ("AIMS"). Además, ha realizado investigaciones en la Universidad Nacional de Australia (2013), el Instituto de Estudios Avanzados de Princeton, Nueva Jersey (2016-2017) y en el Centro Interdisciplinario de Bioética en la Universidad de Yale. (2015-2019)
En la Biblioteca del Congreso en Washington D. C. ocupó la cátedra de Distinguished Scholar (enero-junio de 2019) y la Cátedra Baruch S. Blumburg de la NASA en Astrobiología, Exploración e Innovación Tecnológica (octubre de 2019-). En 2020, Schneider aceptó el puesto de Profesora de Filosofía de la cátedra William F. Dietrich en la Florida Atlantic University (FAU), designada conjuntamente para el FAU Brain Institute.

### Filosofía de la mente
Schneider escribe sobre la naturaleza filosófica de la mente y el yo, basándose y abordando cuestiones de la filosofía de la mente, la ciencia cognitiva, la inteligencia artificial, la ética, la metafísica y la astrobiología. Los temas incluyen la naturaleza de la vida, la naturaleza de las personas, lo que las mentes tienen en común con los programas informáticos, la mejora radical del cerebro, la superinteligencia, el panpsiquismo y el espacio-tiempo emergente.

### Inteligencia artificial
En su libro Artificial You: AI and the Future of Your Mind, Schneider analiza diferentes teorías de la inteligencia artificial (IA) y la conciencia, y especula sobre las implicaciones éticas, filosóficas y científicas de la IA para la humanidad. Sostiene que la IA cambiará inevitablemente nuestra comprensión de la inteligencia y también puede cambiarnos de formas que no anticipamos, pretendemos o deseamos. Aboga por un enfoque cauteloso y reflexivo del transhumanismo. Enfatiza que las personas deben tomar decisiones cuidadosas para asegurarse de que los seres sensibles, ya sean humanos o androides, prosperen. Usar la tecnología de inteligencia artificial para remodelar el cerebro humano o construir mentes mecánicas significará experimentar con "herramientas" que no sabemos cómo usar: la mente, el yo y la conciencia. Schneider sostiene que no comprender las cuestiones filosóficas fundamentales pondrá en peligro el uso beneficioso de la inteligencia artificial y la tecnología de mejora del cerebro, y puede provocar el sufrimiento o la muerte de los seres conscientes. Para progresar, los humanos deben abordar los problemas filosóficos que subyacen a los algoritmos de IA.
En su trabajo sobre el problema mente-cuerpo argumenta contra el fisicalismo, manteniendo una posición monista y ofreciendo, en una serie de artículos, varios argumentos novedosos anti-fisicalistas.
En el dominio de la astrobiología, Schneider sostiene que los seres extraterrestres más inteligentes que encontremos serán "de naturaleza posbiológica", al ser formas de inteligencia artificial, que serían superinteligentes y que podemos predecir cuál sería la forma de algunas de estas superinteligencias. Su razón para afirmar que los extraterrestres más inteligentes serán "posbiológicos" se llama "observación de ventana corta". La suposición de la ventana corta sostiene que para cuando cualquier sociedad aprenda a transmitir señales de radio, es probable que estén a solo unos cientos de años de actualizar y mejorar su propia biología.
En un libro técnico anterior sobre la naturaleza computacional del cerebro en la MIT Press, The Language of Thought: a New Philosophical Direction (2011), Schneider examina la viabilidad de diferentes teorías computacionales del pensamiento. Ampliando el trabajo de Jerry Fodor, con quien había estudiado, sugiere revisiones al enfoque del procesamiento de símbolos conocido como " hipótesis del lenguaje del pensamiento " (LOTH) o "lenguaje del pensamiento" (LOT). Basándose tanto en la neurociencia computacional como en la psicología cognitiva, Scheider sostiene que el cerebro puede ser un sistema computacional híbrido. Defiende una visión en la que los símbolos mentales son los elementos básicos del vocabulario que componen el lenguaje del pensamiento. Luego utiliza esta concepción de los símbolos, junto con cierto trabajo sobre la naturaleza del significado, para construir una teoría de la naturaleza de los conceptos. La teoría básica de conceptos pretende ser ecuménica, teniendo una versión que se aplica en el caso del conexionismo, así como versiones que se aplican tanto a la teoría de prototipos como a la visión de definiciones de conceptos.

## Filosofía pública
Schneider es una filósofa pública que cree que los individuos, no las empresas, deben considerar y decidir las cuestiones filosóficas que los afectarán personal, social y culturalmente como resultado de la inteligencia artificial. Escribe artículos de opinión para publicaciones como el New York Times, The Financial Times y Scientific American .
Sus obras han sido mencionadas por numerosas publicaciones, incluidas The New York Times , Wired Magazine, Smithsonian, Discover Magazine, Science Magazine, Slate, Motherboard, Big Think, Inverse y Nautilus.
Schneider ha aparecido en programas de televisión en la BBC World News, The History Channel, Fox News, PBS y National Geographic Channel, y aparece en el largometraje, Supersapiens: the Rise of the Mind de Markus Mooslechner.
Hace poco tiempo, Schneider debatió en los medios con Gary Marcus, otro experto en Inteligencia artificial, quien difiere de Schneider en sus perspectivas acerca del desarrollo de la IA.
Marcus, ha compilado "siete predicciones negativas" sobre herramientas como la nueva ChatGPT, incluida la posibilidad de que la versión más nueva de dicho programa sea como un "toro en una tienda de porcelana, imprudente y difícil de controlar". Y que "cometerá una cantidad significativa de errores alucinantes, en formas que son difíciles de predecir", advirtió él.
La inteligencia artificial utiliza, dice, grandes modelos de lenguaje (LLM) que almacenan cantidades ingentes de datos y generan, a través de potentes algoritmos, respuestas de aproximación, basadas en lo que ya han dicho los humanos. En resumen, sostiene, es como un loro ultrasofisticado que no tiene idea de lo que está hablando y, a veces, "alucina".
La palabra "chatbot" ha estado presente sólo una vez en la propuesta de ley de IA de 2021 (se ha actualizado su borrador).
El Parlamento Europeo avanza, dice, hacia una firme regulación de la inteligencia artificial. 
Los LLM "no son tan inteligentes, pero sí son peligrosos", según Marcus, quien también incluyó el aumento de los momentos "alucinatorios" de la IA, en su lista de predicciones oscuras.  
"Creo que estos sistemas pueden ser muy destructivos. Y parte de la razón del potencial de destrucción es que no son confiables. Estos programas pueden inventar algo, y decirle [al usuario] que es un hecho. Y también pueden ser usados por personas para ese fin", dice Marcus. 
Por su parte, Schneider ha disentido de algunas de las opiniones de Gary Marcus. tildándolas de alarmistas y "pesimistas".

## Libros
- (con Max Velmans, eds. ), The Blackwell Companion to Consciousness, Oxford: Blackwell Publishers, 2006.ISBN 9780470674079[7]
- Ciencia ficción y filosofía, Oxford: Wiley-Blackwell, 2009.ISBN 9781118922613[7]
- El lenguaje del pensamiento: una nueva dirección filosófica, MIT Press, 2011.ISBN 9780262527453[7]
- Tú yo artificial: La IA y el futuro de tu mente, Princeton University Press, 2019.ISBN 9780691180144[19]